# Pentland Group
Pentland Group er en britisk sportstøjs- og modevirksomhed. Det er en familieejet virksomhed, som ejer flere brands. De ejer 55 % af JD Sports Fashion, som har 2.420 butikker. Deres datterselskaber omfatter Speedo, Berghaus, Canterbury of New Zealand, Endura, Boxfresh, Ellesse, Red or Dead, SeaVees og Mitre. De har en licens for Kickers-fodtøj og et joint venture med Lacoste fodtøj. Deres omsætning er på 6,4 mia. US $ og der er ca. 50.000 ansatte.